# José Enrique Martínez Genique
José Enrique Martínez Genique, né le 2 janvier 1935 à Ávila, est un haut fonctionnaire et homme politique espagnol.

## Biographie

### Formation
Il est titulaire d'une licence de sciences économiques, obtenue à l'université de Grenade, et d'une licence de droit de l'université de Madrid. Il a ensuite suivi une formation d'intendant commercial à l'école supérieure centrale de commerce.

### Carrière administrative
Il intègre le ministère des Finances en 1957, étant reçu premier au concours. Il travaille d'abord dans la province de Ségovie, puis rejoint le siège central du ministère, à Madrid. Trois ans plus tard, il devient inspecteur des impôts et est muté, en premier lieu dans la province de Huelva, ensuite dans la province de Malaga.
Il rejoint le fonds pour la régulation et la gestion des prix et produits agricoles (FORPPA) en 1971, en tant que sous-directeur financier des Plans et programmes économiques et chef du cabinet économique. Nommé secrétaire général du commissariat général des Approvisionnements et Transports en juin 1973, il est ensuite choisi comme directeur général de l'Information et de l'inspection commerciales du ministère du Commerce.
En mars 1976, il rejoint la présidence du gouvernement, au poste de directeur général de la Planification sectorielle. À peine quatre mois plus tard, il prend la présidence du FORPPA.

### Parcours politique
José Enrique Martínez Genique entre au gouvernement le 4 juillet 1977, après les premières élections démocratiques du 15 juin, comme ministre de l'Agriculture. Il est remplacé au bout de sept mois seulement, par Jaime Lamo de Espinosa, au cours d'un important remaniement ministériel. Il revient brièvement à la vie politique, en 1981, au poste de secrétaire d'État à la Consommation.